# Valle de Losa
Valle de Losa ist eine Gemeinde (municipio) mit 496 Einwohnern (Stand: 2024) im Norden der spanischen Provinz Burgos in der Autonomen Gemeinschaft Kastilien-León. Zur Gemeinde  gehören die Ortschaften Aostri de Losa, Barriga, Calzada, Castresana, Castriciones, Fresno de Losa, Lastras de la Torre, Lastras de Teza, Llorengoz, Mambliga, Quincoces de Yuso, Relloso, Río de Losa, San Llorente, San Martín de Losa, San Pantaleón de Losa, Teza de Losa, Villabasil, Villacián, Villalambrús, Villaluenga und Villaño.
Die Gemeinde entstand aus der Zusammenlegung der Junta de Río de Losa und der Junta de San Martín.

## Lage und Klima
Durch Valle de Losa fließen der Río Jerea und der Río Nabón. Die Gemeinde liegt in einer durchschnittlichen Höhe von ca. 655 m. Die Entfernung zur südsüdwestlich gelegenen Provinzhauptstadt Burgos beträgt ca. 75 km (Fahrtstrecke). Im Gemeindegebiet liegt der Flugplatz Fresno de Losa. Das Klima im Winter ist rau, im Sommer dagegen gemäßigt und warm.

## Bevölkerungsentwicklung
| Jahr      | 1986 | 1991 | 2001 | 2011 | 2021 |
| Einwohner | 822  | 741  | 665  | 582  | 488  |

## Wirtschaft
Die Böden und das Klima in der Umgebung eignen sich gut für den Anbau von Weizen, Kartoffeln, Gemüse und Obstbäumen.

## Sehenswürdigkeiten
- Cosmas-und-Damian-Kirche (Iglesia de San Cosme y San Damián) in Barriga
- Kirche von Fresno de Losa (Iglesia de Santos Justo y Pastor)
- Mariä-Schnee-Kirche (Iglesia de Nuestra Señora de las Nieves) in San Pantaleón de Losa
- Einsiedelei von San Pantaleón de Losa
- zahlreiche Türme